# Furneux Pelham
Furneux Pelham – wieś w Anglii, w hrabstwie Hertfordshire. Leży 19 km na północny wschód od miasta Hertford i 50 km na północ od centrum Londynu.